# Reading (Massachusetts)
Pour les articles homonymes, voir Reading.
Reading est une ville des États-Unis, dans le Massachusetts, comté de Middlesex, fondée en 1639.
Fondée par des citoyens de la ville de Lynn qui cherchaient à s'implanter plus à l'intérieur du pays, la ville s'est appelée Lynn Village jusqu'à sa reconnaissance officielle en 1644 sous le nom de Reading, d'après la ville du même nom en Angleterre.
La ville s'étend aujourd'hui sur 25,7 km2. 
Au recensement de 2000, la ville comptait 23 708 personnes, réparties en 8 688 foyers et 6 437 familles. La densité de population s'élevait à 343,1 personnes/km².

## Personnalités liées à la ville
- Maud Wood Park (1871-1955), suffragiste, y est morte